# David Ramírez (meksykański piłkarz)
José David „Avión” Ramírez García (ur. 14 grudnia 1995 w León) – meksykański piłkarz występujący na pozycji prawego obrońcy lub lewego skrzydłowego, reprezentant Meksyku, od 2020 roku zawodnik Leónu.

## Kariera klubowa
Ramírez jest wychowankiem akademii juniorskiej klubu Chivas de Guadalajara, do którego pierwszej drużyny został włączony jako osiemnastolatek przez szkoleniowca José Luisa Reala. Pierwszy mecz rozegrał w niej w lutym 2014 w krajowym pucharze z drugoligowym Estudiantes Tecos (1:1), natomiast w Liga MX zadebiutował kilka dni później, 23 lutego 2014 w przegranym 0:1 spotkaniu z Tolucą. Przez kolejne kilka miesięcy pełnił jednak wyłącznie rolę rezerwowego, w wiosennym sezonie Clausura 2015 docierając do finału pucharu Meksyku. Bezpośrednio po tym, po przyjściu do ekipy trenera Matíasa Almeydy, zaczął notować regularne występy i premierowego gola w najwyższej klasie rozgrywkowej strzelił 30 sierpnia 2015 w wygranej 4:1 konfrontacji z Chiapas. W tym samym, jesiennym sezonie Apertura 2015 zdobył z Chivas krajowy puchar, będąc jednym z ważniejszych zawodników. Bezpośrednio po tym został jednak ponownie relegowany na ławkę rezerwowych.
Latem 2016 Ramírez – wraz ze swoim kolegą klubowym Raúlem Lópezem – w ramach transakcji wiązanej przeszedł do ówczesnego mistrza Meksyku – klubu CF Pachuca (w odwrotną stronę powędrował natomiast Marco Bueno).

## Kariera reprezentacyjna
W styczniu 2015 Ramírez został powołany przez szkoleniowca Sergio Almaguera do reprezentacji Meksyku U-20 na Mistrzostwa Ameryki Północnej U-20. Na jamajskich boiskach pełnił rolę podstawowego zawodnika swojej drużyny i rozegrał pięć z sześciu możliwych spotkań (z czego wszystkie w wyjściowym składzie), trzykrotnie wpisując się na listę strzelców – w fazie grupowej dwukrotnie z Kubą (9:1) i raz z Salwadorem (3:1). Jego kadra triumfowała ostatecznie w tych rozgrywkach, pokonując w finale po serii rzutów karnych Panamę (1:1, 4:2 k.). Cztery miesiące później znalazł się w składzie na Mistrzostwa Świata U-20 w Nowej Zelandii, gdzie również miał pewne miejsce w pierwszej jedenastce i wystąpił we wszystkich trzech meczach od pierwszej minuty. Meksykanie odpadli natomiast z młodzieżowego mundialu w fazie grupowej.

## Statystyki kariery
| Guadalajara | 2013–2014 | Meksyk | Liga MX | 10 | 0 | 3  | 0 | –   | – | – | 13 | 0 |
| Guadalajara | 2014–2015 | Meksyk | Liga MX | 8  | 0 | 7  | 0 | –   | – | – | 15 | 0 |
| Guadalajara | 2015–2016 | Meksyk | Liga MX | 20 | 1 | 8  | 0 | –   | – | – | 28 | 1 |
| Pachuca     | 2016–2017 | Meksyk | Liga MX | 0  | 0 | 0  | 0 | LMC | 0 | 0 | 0  | 0 |
| Ogółem      | Ogółem    | Ogółem | Ogółem  | 38 | 1 | 18 | 0 | LMC | 0 | 0 | 56 | 1 |

Legenda:
- LMC – Liga Mistrzów CONCACAF